# Jurij Wjela
Jurij Wjela (4. března 1892 Kubšicy – 6. dubna 1969 Budyšín) byl lužickosrbský učitel a spisovatel. Podle místa narození svá starší díla podepisoval též přízviskem Kubščan, případně Kubsican.

## Dílo
- Lehrgang der sorbischen Sprache (1956, učebnice lužické srbštiny)
- Naš statok (1958)
- Wučer mjez ludom (1962)
- Robotow pal njebě kónc (1966)
- Pětr z Přišec (1968, román)
  - česky jako Budyšínský písař, Albatros : Praha, 1986, překlad Emil J. Havlíček